# 奥罗拉 (伊利县)
奥罗拉（英語：Aurora）是位于美国纽约州伊利县的一个镇，地处伊利县中部、布法罗东南。2010年美国人口普查时，该镇有13782人。奥罗拉镇建于1818年。其面积为36.4平方英里。